# Windmühlenstraße 3 (Leuna)

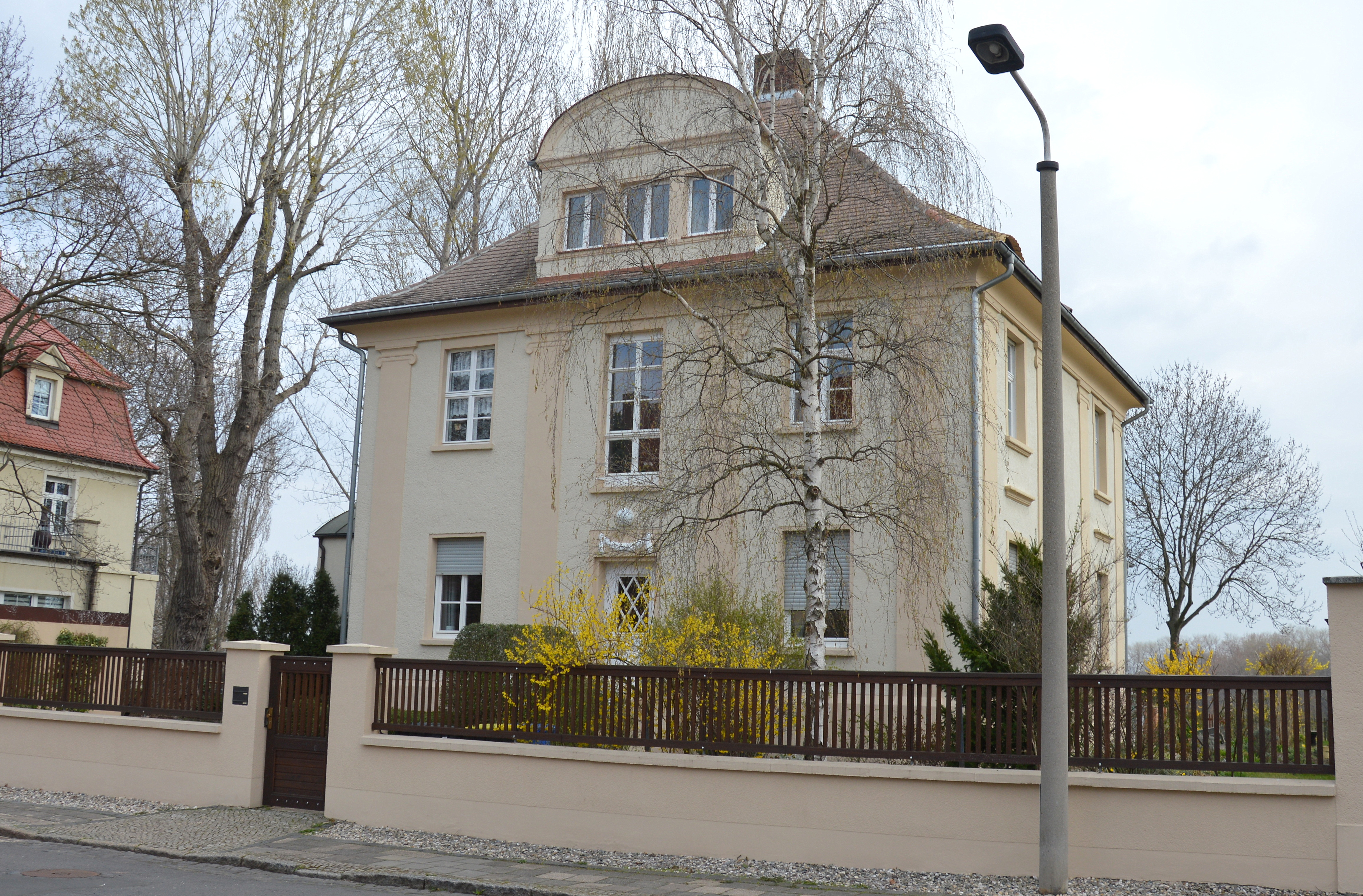
Villa Windmühlenstraße 3

Das Haus Windmühlenstraße 3 ist eine denkmalgeschützte Villa in der Stadt Leuna in Sachsen-Anhalt.

## Lage
Sie liegt östlich des Leunaer Stadtzentrums an der Ostseite der Windmühlenstraße. Etwas weiter östlich fließt die Saale.

## Architektur und Geschichte
Die Villa wurde um 1920 für einen leitenden Mitarbeiter der Leunawerke errichtet. Die verputzte Fassade ist von Pilastern in kolossaler Anordnung gegliedert. Der mittig liegende Hauseingang ist mittels einer Girlanden-Supraporte betont.
In der Liste der Kulturdenkmale in Leuna ist die Villa unter der Erfassungsnummer 094 20685 als Baudenkmal verzeichnet.